# Корольки (Путивльский район)
Корольки (укр. Корольки) — село,
Октябрьский сельский совет,
Путивльский район,
Сумская область,
Украина.
Код КОАТУУ — 5923886702. Население по переписи 2001 года составляло 13 человек .

## Географическое положение
Село Корольки находится на левом берегу реки Сейм (её старицы Любка),
выше по течению на расстоянии в 1 км расположено село Скуносово,
ниже по течению на расстоянии в 1 км расположено село Октябрьское,
на противоположном берегу — город Путивль и село Пруды.
Река в этом месте извилистая, образует лиманы, старицы и заболоченные озёра.
Рядом проходит автомобильная дорога Т-1914.